# Flatasjön (Mjöbäcks socken, Västergötland)
Flatasjön är en sjö i Svenljunga kommun i Västergötland och ingår i Ätrans huvudavrinningsområde.